# French Open 1975 (Badminton)
Die French Open 1975 im Badminton fanden vom 5. bis zum 6. April 1975 in Paris statt. Es war die 45. Auflage des Championats.

## Titelträger
| Disziplin    | Sieger                       |
| ------------ | ---------------------------- |
| Herreneinzel | David Hunt                   |
| Dameneinzel  | Yu Yuk Geor                  |
| Herrendoppel | David Hunt Peter Penneket    |
| Damendoppel  | Lim Shour Yu Yuk Geor        |
| Mixed        | David Hunt Patricia Assinder |